# WPBSA Non-Ranking
Das WPBSA Non-Ranking war eine professionelle Snookerturnierreihe im Rahmen der Snooker Main Tour. Die insgesamt fünf Turniere wurden in den Saisons 1988/89 und 1989/90 gespielt.

## Geschichte
Die ersten drei Turniere fanden im September, November und Dezember 1988 im Rahmen der Saison 1988/89 in Glasgow, Brixham und Leeds statt. Das erste Turniere gewann Gary Wilkinson, der im Finale den zweifachen Weltmeister Alex Higgins mit 5:4 besiegte, im zweiten Turnier siegte der Ire Paddy Browne mit 5:1 gegen Peter Francisco und im dritten Turnier in einem rein englischen Finalspiel David Taylor mit 9:1 gegen Steve Meakin.
Auch in der nächsten Saison fanden Turniere statt, insgesamt aber eins weniger als im Vorjahr. Im ersten Turnier im September 1989 siegte der Australier Robby Foldvari mit einem deutlichen 8:1 gegen Darren Morgan, im zweiten Turnier gewann Ken Owers mit 9:6 gegen Dave Gilbert.

## Sieger
| Jahr | Datum     | Ort                                             | Sponsor                | Teilnehmer | Turnier | Sieger         | Ergebnis | Finalist        |
| ---- | --------- | ----------------------------------------------- | ---------------------- | ---------- | ------- | -------------- | -------- | --------------- |
| 1988 | September | Marco’s Leisure Centre, Glasgow, Schottland     | −                      | 53         | Event 1 | Gary Wilkinson | 5:4      | Alex Higgins    |
| 1988 | November  | Pontins, Brixham, England                       | −                      | 68         | Event 2 | Paddy Browne   | 5:1      | Peter Francisco |
| 1988 | Dezember  | Excelsior Club, Leeds, England                  | −                      | 75         | Event 3 | David Taylor   | 9:1      | Steve Meakin    |
| 1989 | September | Clacton Snooker Centre, Clacton-on-Sea, England | Favorite Fried Chicken | 68         | Event 1 | Robby Foldvari | 8:1      | Darren Morgan   |
| 1989 | November  | Marco’s Leisure Centre, Glasgow, Schottland     | −                      | 63         | Event 2 | Ken Owers      | 9:6      | Dave Gilbert    |